# Göran Widmark
Karl Göran Johannes Widmark, född 28 januari 1910 i Jukkasjärvi, död 13 januari 1982 i Hedemora, var en svensk präst och psalmförfattare. 
Efter läroverksstudier i Uppsala blev Widmark 1930 student vid Uppsala universitet och prästvigdes 1940. Därefter följde missiv till Edefors församling, varefter han tjänstgjorde i Nilivaara i Gällivare församling och i Pajala församling. 1941 tillträdde han som stiftsadjunkt i Tornedalen men flyttade 1946 till Uppsala när han blev sekreterare i Svenska kyrkans mission. År 1964 utnämndes han till komminister i Maria Magdalena församling i Stockholm och tillträdde där 1965.
Widmark, som fortsatte sina akademiska studier, blev fil. mag. 1962 och fil. lic. 1972. I Uppsala engagerade sig Widmark politiskt och invaldes i stadsfullmäktige för socialdemokraterna och var även ordförande i barnavårdsnämnden. Han var aktiv i Broderskapsrörelsen.
Widmark utgav 1962 diktsamlingen I vånda och fröjd, vilken senare utkom i ytterligare två upplagor. Han är mest känd som upphovsman till psalmen 228 i Den svenska psalmboken 1986, "I tro under himmelens skyar", som har kallats Tornedalens psalm. 